# Amaranthus hypochondriacus
Amaranthus hypochondriacus L., 1753 è una pianta della famiglia Amaranthaceae.